# Sara Nicole Andersen
Sara Nicole Andersen, född 1992 i Iran, är en norsk-iransk fotomodell. Hon utnämndes till Miss Norway 2012.